# Verwijdering (Belgisch-Congo)
Verwijdering (Frans: relégation) was een maatregel tot hervestiging of binnenlandse verbanning die het koloniale bestuur van Belgisch-Congo kon treffen ten aanzien van (zwarte) inlanders die door hun gedrag de openbare rust in gevaar brachten. Omdat tegen deze vorm van deportatie lange tijd geen beroep openstond en hij niet beperkt was in de tijd, kwam het doorgaans neer op een levenslange verbanning uit de geboortestreek, al dan niet gekoppeld aan opsluiting in een kamp. Vooral "inlandse hoofden" en aanhangers van syncretische religies als de Kimbanguïstische Kerk en de Kitawala werden onderworpen aan verwijdering. In totaal ging het om meerdere duizenden personen, onder wie Simon Kimbangu en Simon Mpadi.

## Geschiedenis
Een decreet van Leopold II bepaalde in 1889 dat individuen die in de Onafhankelijke Congostaat verbleven, konden worden verbannen, hervestigd of uitgewezen. Deze weinig toegepaste maatregel werd na de overname van Congo door België in 1910 vervangen door verwijdering ten aanzien van inlanders. Verwijdering was geen straf in eigenlijke zin, maar een instrument van willekeur waaraan blanken – overeenkomstig het beleid van rassensegregatie – niet onderhevig waren. Als bestuurlijke maatregel werd het vooral op politieke gronden opgelegd aan stamhoofden, tovenaars, genezers en aanhangers van "opstandige" religies. Daarnaast was er de gerechtelijke verwijdering voor wie een gevangenisstraf had uitgezeten. Het regime evolueerde doorheen de tijd. Aanvankelijk werden de relégués verspreid, dan werden ze samengebracht in dorpen, vanaf de jaren 30 ook in "verbeteringskampen", en ten slotte ontstond vanaf 1943 het meest dwingende regime, dat van de landbouwkolonies (Colonies Agricoles pour Relégués Dangereux, of CARD). In deze werkkampen, opgezet onder Pierre Ryckmans, leefden de gedetineerden met hun gezinnen en waren ze soms onderhevig aan folteringen en verdwijningen. Het decreet van 1910 werd in 1958 vervangen door een nieuw decreet dat in beroepsmogelijkheden voorzag en in een hernieuwbare maximumduur van tien jaar, maar dat is nooit in voege getreden. Het oude decreet bleef de rechtsgrond voor verwijderingen tot de onafhankelijkheid in 1960. In zijn toespraak die dag noemde Patrice Lumumba het lot van de relégués "erger dan de dood".

## Voetnoten
1. ↑  Décret du roi souverain de l'État indépendant du Congo du 15 septembre 1889 portant sur l'expulsion
2. ↑  Decreet van 5 juli 1910 tot aanvulling van het reglement betrekkelijk het recht van verblijf op de grondgebieden van Belgisch-Congo
3. ↑  Er zijn vier dergelijke kampen geweest: Ekafara in Befale (1943), Punia in Lubutu (1944), Kasaji in Malonga (1947) en Belingo in Oshwe (1949)
4. ↑  Decreet van 17 juni 1958 betreffende het recht van verblijf op het grondgebied van Belgisch-Congo